# 萊爾巴赫河
52°07′00″N 7°21′13″E / 52.116728°N 7.353640°E

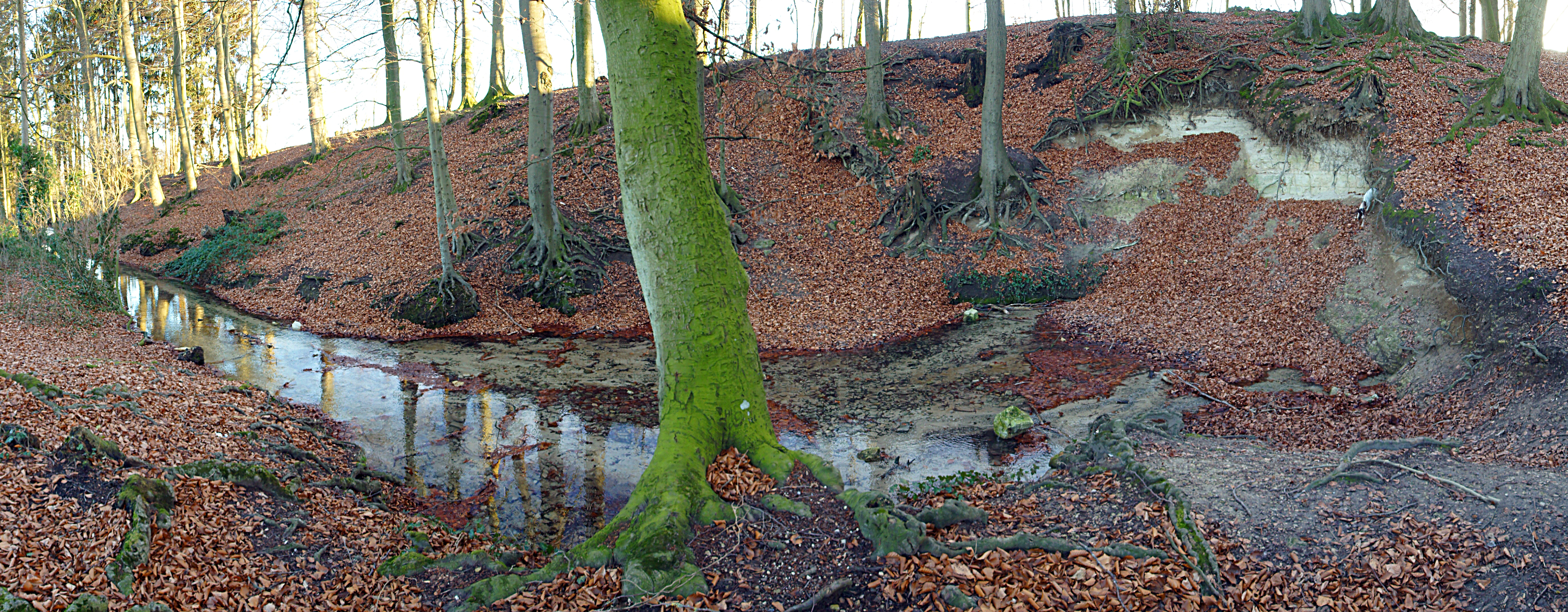

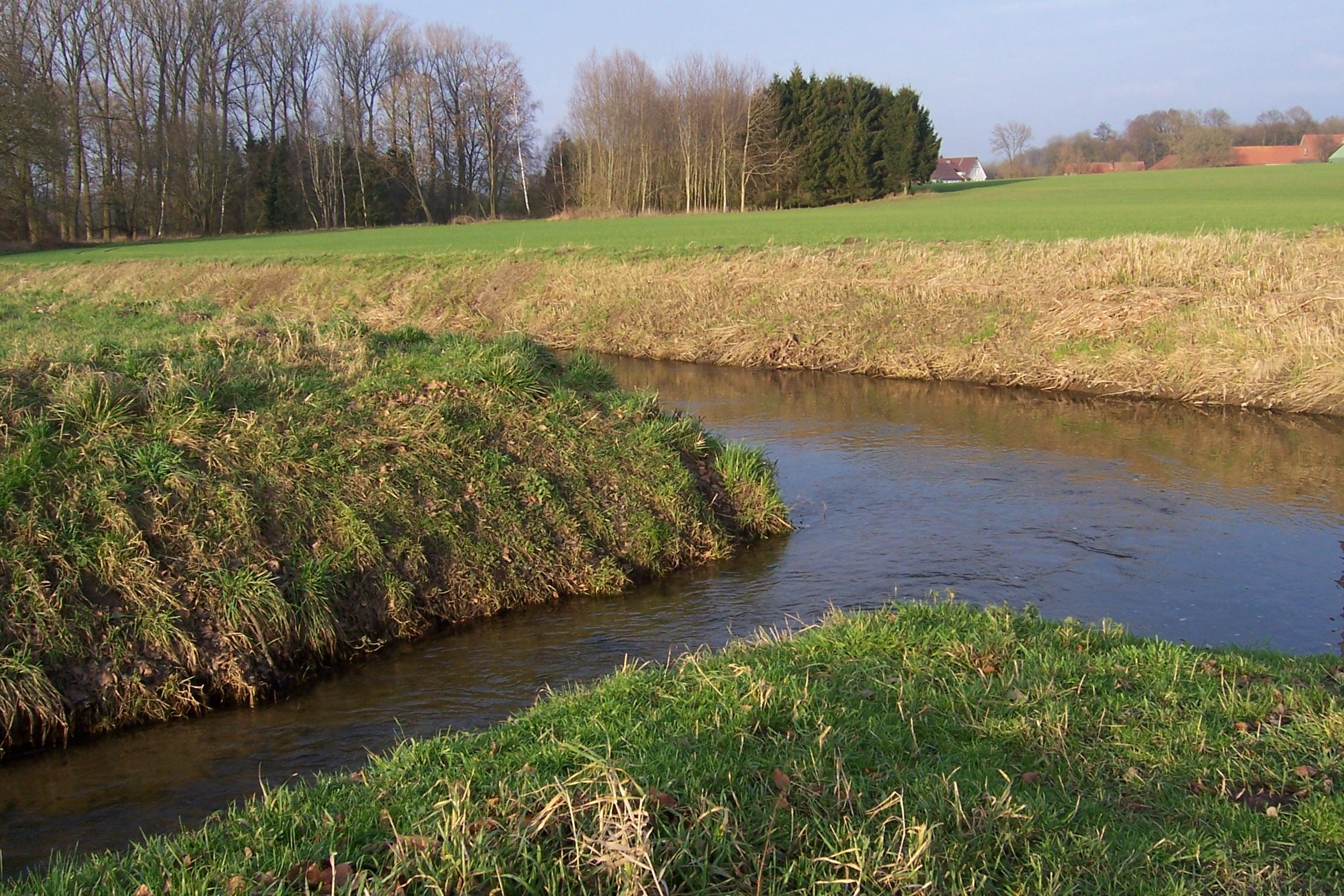

萊爾巴赫河（德語：Leerbach），是德國的河流，位於該國西部，處於北萊茵-威斯特法倫州，屬於施泰因富特河的左支流，河道全長6.2公里，流域面積17.6平方公里。